# Ágnes Nemes Nagy
Ágnes Nemes Nagy (Budapest, 3 de gener de 1922 - Budapest, 23 d'agost de 1991) va ser una poetessa, traductora i assagista hongaresa.
Va estudiar història de l'art, hongarès i llatí en la  Universitat Pázmány Péter, i es va graduar el 1944. Aquest mateix any es va casar amb l'escriptor i crític d'art Balázs Lengyel. El 1946, acabada la guerra, Nemes Nagy, que escrivia poemes des que era estudiant, va publicar el seu primer recull. Ella i Lengyel es van unir llavors al moviment intel·lectual al voltant de la revista literària Újhold (Lluna nova), que només es va poder publicar fins a la tardor del 1948, i en la qual Iván Mándy i János Pilinszky van marcar el to. Entre l'agost de 1947 i el 1948, va gaudir d'una beca, juntament amb altres personalitats literàries, artístiques i científiques hongareses, entre les quals János Pilinszky, Amy Károlyi, Géza Ottlik i Sándor Weöres, en l'Acadèmia Hongaresa de Roma, i va fer un viatge d'estudis a París. Després de la presa del poder pels comunistes, va resistir l'obligació d'escriure a l'estil del realisme socialista, i el 1949 se li va prohibir la publicació. Durant el període estalinista (1949-1956) va viure en part de les beques a Roma i a París, en part (del 1954 al 1958) va treballar de professora al Petőfi Sándor Gimnázium de Budapest. El 1958 es va divorciar de Balázs Lengyel, amb qui va continuar mantenint l'amistat durant tota la seua vida.
El 1967 va reunir els seus nous poemes en Napforduló (Solstici), al qual seguiren tres reculls més. Va ser durant aquest període que va escriure el cicle de versos considerat per molts com la seua obra mestra, «Ekhnaton jegyzeteiből» (De les notes d'Akhenaton). A més de la seua obra poètica, a partir del 1975 va publicar assaigs, anàlisis de poesia i entrevistes en diversos volums, entre els quals un dedicat especialment a Mihály Babits. Va traduir principalment obres del francès (Corneille, Racine, Molière, Victor Hugo, Saint-John Perse) i de l'alemany, (Rilke, Bertolt Brecht, Dürrenmatt), però també d'altres idiomes.

## Premis i distincions
- Premi Baumgarten, 1948
- Premi Atila József, 1969
- Premi Kossuth, 1983
- Pòstumament va ser nomenada Justa entre les Nacions, perquè durant l'Holocaust, juntament amb la mare i els germans de Lengyel, havia participar en el rescat de dues dones jueves.[6]

## Obres (selecció)
Poesia
- Kettős világban (En un món doble). Budapest: Új Hold, 1946
- Szárazvillám (Llamps secs), poemes i traduccions. Bp.: Magvető, 1957
- Vándorévek (Anys migratoris). Bp.: Magvető, 1964
- Napforduló (Solstici). Bp.: Magvető 1967
- A lovak és az angyalok. Válogatott versek (Cavalls i àngels. Poemes seleccionats). Bp.: Magvető, 1969. 2a ed. ampliada: 1973.
- Éjszakai tölgyfa (Roure nocturn). Békéscsaba, 1979.
- Egy pályaudvar átalakítása (Transformació d'una estació de trens), 1980.
- A Föld emlékei (Records de la Terra. Poemes recollits; Bp.: Magvető, 1986.
- Szó és szótlanság (Paraula i silenci). Bp.: Magvető, 1989.

Assaigs i estudis
- Metszetek (Gravats). Bp.: Magvető, 1982
- A hegyi költő. Vázlat Babits lírájáról (El poeta de la muntanya. Esbós de la lírica de Babits). Bp.: Magvető, 1984
- Látkép, gesztenyefával. Esszék. (Horitzó amb castanyer. Assaigs). Bp.: Magvető, 1987
- 64 hattyú. Tanulmányok (64 cignes. Estudis). Bp.: Magvető, Bp., 1975